# コーンウォール伯爵
コーンウォール伯爵（コーンウォールはくしゃく、Earl of Cornwall）は、イングランド貴族の爵位。ノルマン・コンクエスト以降数度創設され、いずれも現存しない。1337年以降はコーンウォール伯爵の代わりにコーンウォール公爵位が創設された。

## 歴史
ウィリアム征服王に仕えたブリアン・ド・ブルターニュ(c.1042–bef.1086)はコーンウォールに領地を授けられたため、コーンウォール伯爵とされることが多い。彼は1075年の三伯の乱で失脚し、コーンウォール伯爵位も失ったとされる。
ウィリアム征服王の異母弟モルタン伯爵ロベール(c.1031–c.1095)はウィリアム征服王によるノルマン・コンクエストに参加し、コーンウォール伯領のほぼすべてを授けられたため、モルタン伯爵の称号しか使わなかったものの一般的にはコーンウォール伯爵ともされる。その息子であるモルタン伯爵ギヨーム(bef.1084–aft.1140)はヘンリー1世に対して反乱を起こしたが、1106年のタンシュブレーの戦いで敗北し、爵位も剥奪された。
ブリアン・ド・ブルターニュの弟の息子にあたる初代リッチモンド伯爵アラン(bef.1100–1146)は1140年にスティーブン王によりコーンウォール伯爵に叙されたとされる（ただし、J・ホレス・ラウンドなどによる異論が存在する）。もっとも、『完全貴族要覧』によればアランは翌年初にコーンウォール伯爵位を取り上げられている。
ヘンリー1世の庶子レジナルド・ド・ダンスタンヴィル(c.1110–1175)はコーンウォールの大地主の娘と結婚したのち、1141年4月ごろにコーンウォール伯爵に叙されたが、息子がおらず、その死とともに爵位が王領に戻された。
ジョン欠地王の次男リチャード(1209–1272)は1227年8月21日にコーンウォール伯爵の称号を使用しており、その直前に称号を与えられたとみられる。2代伯爵エドマンド(1249–1300)は息子をもうけず、その死をもって爵位が廃絶した。
ガスコーニュ出身の騎士ピアーズ・ギャヴィストン(c.1284–1312)は1307年8月6日にコーンウォール伯爵領を与えられ、1308年1月19日にはコーンウォール伯爵としてイングランド議会に招集された。ピアーズは妻との間で娘しかもうけず、その死とともに爵位が王領に戻された。
エドワード2世の次男ジョン・オブ・エルサム(1316–1336)は1328年10月にコーンウォール伯爵に叙されたが、1336年に子供をもうけないまま死去、爵位は廃絶した。
エドワード3世の長男にあたるエドワード黒太子(1330–1376)は1333年にチェスター伯爵、1337年にコーンウォール公爵に叙された。以降「コーンウォール」の爵位名は公爵に移行した。

## コーンウォール伯爵（1068年?）
- ブリアン・ド・ブルターニュ（1042年ごろ – 1086年以前）
  - 1075年の三伯の乱（英語版）で失脚

## コーンウォール伯爵（1072年?）
- モルタン伯爵ロベール（1031年ごろ – 1095年ごろ）
- モルタン伯爵ギヨーム（1084年以前 – 1140年以降）
  - 1106年剥奪

## コーンウォール伯爵（1140年）
- 初代リッチモンド伯爵および初代コーンウォール伯爵アラン（1100年以前 – 1146年）
  - 1141年剥奪

## コーンウォール伯爵（1141年）
- 初代コーンウォール伯爵レジナルド・ド・ダンスタンヴィル（英語版）（1110年ごろ – 1175年）

## コーンウォール伯爵（1225年?）
- ローマ王および初代コーンウォール伯爵リチャード（1209年 – 1272年）
  - ジョン（1232年）
  - ヘンリー（英語版）（1235年 – 1271年）
- 第2代コーンウォール伯爵エドマンド（英語版）（1249年 – 1300年）

## コーンウォール伯爵（1307年）
- 初代コーンウォール伯爵ピアーズ・ギャヴィストン（1284年ごろ – 1312年）

## コーンウォール伯爵（1330年）
- 初代コーンウォール伯爵ジョン・オブ・エルサム（英語版）（1316年 – 1336年）